# Internationale Filmfestspiele von Venedig 1988
Die 45. Internationalen Filmfestspiele von Venedig fanden vom 29. August bis zum 9. September 1988 statt. Sie zählen zusammen mit den Internationalen Filmfestspielen von Cannes und der Berlinale zu den bedeutendsten Filmfestivals der Welt und wurde erstmals 1932 in der italienischen Stadt Venedig ausgetragen.
Bei der 45. Auflage der Filmfestspiele ging der Hauptpreis, der Goldene Löwe, an den italienischen Regisseur Ermanno Olmi für seine Literaturverfilmung Die Legende vom heiligen Trinker. Die größte Aufmerksamkeit erregte allerdings der außerhalb des Wettbewerbs uraufgeführte Film Die letzte Versuchung Christi. Martin Scorseses Verfilmung des Romans Die letzte Versuchung von Nikos Kazantzakis hatte bereits vor der Premiere heftige Proteste der katholischen Kirche ausgelöst.

## Wettbewerb

### Jury
Der Vorsitz der Jury im Spielfilmwettbewerb hatte der italienische Regisseur Sergio Leone übernommen. Im zur Seite standen neun weitere Jurymitglieder:
- Maria Julia Bertotto, argentinische Artdirectorin
- Klaus Eder, deutscher Filmjournalist
- Hannah Fischer
- Gilbert de Goldschmidt, französischer Filmproduzent
- Adoor Gopalakrishnan, indischer Filmregisseur
- Lena Olin, schwedische Schauspielerin
- Natalija Rjasanzewa, sowjetische Drehbuchautorin
- Harry Dean Stanton, US-amerikanischer Schauspieler
- Lina Wertmüller, italienische Filmemacherin

### Filme
Im Wettbewerb traten insgesamt 22 Filme an. Italien war mit insgesamt fünf Filmen vertreten (darunter zwei europäische Koproduktionen), Frankreich mit vier Filmen (davon drei Koproduktionen). Vier Filme waren US-amerikanische Produktionen. Als eine deutsch-britische Gemeinschaftsarbeit ging Andrew Birkins Brennendes Geheimnis, eine Adaption von Stefan Zweigs gleichnamiger Novelle ins Rennen. Die Schweiz war im Wettbewerb mit dem Film À corps perdu – Besinnungslos der Frankokanadierin Léa Pool vertreten.
Für den Spanier Pedro Almodóvar bedeutete sein Wettbewerbsfilm Frauen am Rande des Nervenzusammenbruchs der internationale Durchbruch. Er erhielt bei den Filmfestspielen von Venedig die Osella für das beste Drehbuch. Der Goldene Löwe für den besten Film ging aber an die italienische Produktion Die Legende vom heiligen Trinker, die auf Joseph Roths gleichnamiger Novelle basierte. Ermanno Olmi galt bereits während des laufenden Wettbewerbs als der große Favorit für den Hauptpreis.
| Filmtitel                                | Regie                             | Produktionsland                        |
| ---------------------------------------- | --------------------------------- | -------------------------------------- |
| À corps perdu – Besinnungslos            | Léa Pool                          | Schweiz, Kanada                        |
| Brennendes Geheimnis                     | Andrew Birkin                     | BR Deutschland, Vereinigtes Königreich |
| Das Camp der Verlorenen                  | Ousmane Sembène, Thierno Faty Sow | Senegal, Algerien, Tunesien            |
| Caro Gorbaciov                           | Carlo Lizzani                     | Italien                                |
| Tschorny monach (Der schwarze Mönch)     | Iwan Dychowitschny                | Sowjetunion                            |
| Dedé Mamata                              | Rodolfo Brandão                   | Brasilien                              |
| Eldorado                                 | Géza Bereményi                    | Ungarn                                 |
| Encore (Once More)                       | Paul Vecchiali                    | Frankreich                             |
| Gli invisibili                           | Pasquale Squitieri                | Italien                                |
| Haunted Summer                           | Ivan Passer                       | Vereinigte Staaten                     |
| Die Legende vom heiligen Trinker         | Ermanno Olmi                      | Italien                                |
| Luces y sombras                          | Jaime Camino                      | Spanien                                |
| Madame Sousatzka                         | John Schlesinger                  | Vereinigte Staaten                     |
| Frauen am Rande des Nervenzusammenbruchs | Pedro Almodóvar                   | Spanien                                |
| Niezwykla podróz Baltazara Kobera        | Wojciech Has                      | Polen, Frankreich                      |
| Qi wang                                  | Wenji Teng                        | Volksrepublik China                    |
| Harte Zeiten für unsere Zeiten           | João Botelho                      | Portugal                               |
| The Moderns                              | Alan Rudolph                      | Vereinigte Staaten                     |
| Things Change – Mehr Glück als Verstand  | David Mamet                       | Vereinigte Staaten                     |
| Landschaft im Nebel                      | Theo Angelopoulos                 | Griechenland, Frankreich, Italien      |
| Eine Frauensache                         | Claude Chabrol                    | Frankreich, Italien                    |
| Ein sehr alter Mann mit großen Flügeln   | Fernando Birri                    | Kuba, Italien, Spanien                 |

### Preisträger
- Goldener Löwe: Die Legende vom heiligen Trinker – Ermanno Olmi
- Spezialpreis der Jury: Das Camp der Verlorenen (Camp de Thiaroye) – Ousmane Sembène, Thierno Faty Sow
- Coppa Volpi – Bester Darsteller: Joe Mantegna (Things Change – Mehr Glück als Verstand) und Don Ameche (Things Change – Mehr Glück als Verstand)
- Coppa Volpi – Beste Darstellerin: Isabelle Huppert (Eine Frauensache) und Shirley MacLaine (Madame Sousatzka)
- Silberner Löwe – Beste Regie: Theo Angelopoulos (Landschaft im Nebel)
- Osella – Bestes Drehbuch: Pedro Almodóvar (Frauen am Rande des Nervenzusammenbruchs)
- Osella – Beste Kamera: Wadim Jussow (Der schwarze Mönch)
- Osella – Bestes Szenenbild und Kostüme: Bernd Lepel (Brennendes Geheimnis)
- Osella – Beste Filmmusik: José María Vitier, Gianni Nocenzi und Pablo Milanés (Un señor muy viejo con unas alas enormes)
- Spezial-Löwe für sein Lebenswerk: Joris Ivens